# Henrietta Szold
Henrietta Szold (21 de dezembro de 1860 – 13 de fevereiro de 1945) foi fundadora de uma organização voluntária voltada as mulheres conhecida como Hadassah Women's Zionist Organization of America. Em 1942, foi co-fundadora do Ihud, um partido político na Palestina dedicado a uma solução binacional.

## Biografia
Henrietta Szold nasceu em Baltimore - Maryland, filha do rabino Benjamin Szold, que era o líder espiritual do Templo de Baltimore Oheb Shalom. Ela era a mais velha de oito filhos.
Altamente qualificados em estudos judaicos, ela editou talmúdica dicionário do professor Marcus Jastrow.
Szold estabeleceu a primeira escola nortuna para ensinar a língua inglesa fluentemente para imigrantes em Baltimore. Começando em 1893, trabalhou como primeira editora para a Sociedade de Publicação Judaica, cargo que manteve por mais de 23 anos.